# Mine (canção de Bazzi)
"Mine" é uma canção do cantor e compositor americano Bazzi. A canção foi lançado digitalmente na Europa e nos Estados Unidos em 12 de outubro de 2017. Inicialmente, a canção não teve o sucesso esperado, mas fez sua estréia no gráfico em 3 de fevereiro de 2018, depois de se tornar um meme. Em abril de 2018, a canção alcançou picos inéditos, incluindo os Estados Unidos, onde alcançou a posição #11 na Billboard Hot 100. A música tem certificação de platina nos Estados Unidos, Austrália, Canadá e Suécia, e ouro na Nova Zelândia. A canção foi, mais tarde, apresentada como a 14ª faixa no álbum Cosmic, que foi lançada em 12 de abril de 2018.

## Popularidade
A canção se tornou um meme de internet, depois de ganhar popularidade no Snapchat no final de janeiro de 2018.

## Posições
|Austrália (ARIA) 
|11
|Áustria (Ö3 Austria Top 75) 
|27
|Bélgica (Ultratop 50 de Flandres) 
|25
|Bélgica (Ultratip Bubbling Under da Valônia) 
|1
|República Checa (Singles Digitál Top 100) 
|22
|Dinamarca (Hitlisten) 
|5
|Finlândia (Suomen virallinen lista) 
|11
|França (SNEP) 
|71
|O campo songid é OBRIGATÓRIO PARA PARADA ALEMÃ 
|25
|Hungria (Stream Top 40) 
|18
|Itália (FIMI) 
|40
|Países Baixos (Dutch Top 40) 
|29
|Países Baixos (Single Top 100) 
|37
|Nova Zelândia (Recorded Music NZ) 
|3
|Noruega (VG-lista) 
|5
|Portugal (AFP) 
|11
|Escócia (Scottish Singles Chart) 
|46
|Eslováquia (Singles Digitál Top 100) 
|19
|Espanha (PROMUSICAE) 
|66
|Suécia (Sverigetopplistan) 
|4
|Suíça (Schweizer Hitparade) 
|27
|Reino Unido (UK Singles Chart) 
|21

| Tabela musical (2018)            | Melhor posição |
| -------------------------------- | -------------- |
| Bolivia (Monitor Latino)         | 15             |
| Canada (Canadian Hot 100)        | 13             |
| Colombia (National-Report)       | 85             |
| Latvia (Latvijas Top 40)         | 16             |
| Lebanon (Lebanese Top 20)        | 8              |
| Malaysia (RIM)                   | 5              |
| Mexico Airplay (Billboard)       | 49             |
| Russia Airplay (Tophit)          | 51             |
| Singapore (RIAS)                 | 9              |
| US Billboard Hot 100             | 11             |
| US Adult Top 40 (Billboard)      | 34             |
| US Mainstream Top 40 (Billboard) | 2              |
| US Rhythmic (Billboard)          | 3              |